# اسرتووگا (کارولینای شمالی)
اسرتووگا (به انگلیسی: Saratoga) شهری در ایالت کارولینای شمالی کشور ایالات متحده آمریکا است که جمعیت آن در سرشماری سال ۲۰۱۰ میلادی، ۴۰۸ نفر بوده‌است.